# Nuoto ai Giochi della XIX Olimpiade
Le gare di nuoto ai Giochi della XIX Olimpiade vennero disputate nei giorni dal 18 e 26 ottobre 1968 alla Piscina Olímpica Francisco Márquez di Città del Messico.
Rispetto a Tokyo 1964  vennero introdotte 11 nuovi eventi:
- 200 metri stile libero per entrambi i sessi
- 800 metri stile libero femminili
- 100 dorso maschili
- 200 dorso femminili
- 100 rana per entrambi i sessi
- 100 farfalla maschili
- 200 farfalla femminili
- 200 metri misti per entrambi i sessi

per un totale complessivo di 15 gare maschili e 14 gare femminili.

## Podi

### Maschile
| Evento                                        | Oro                                                                    | Perform. | Argento                                                                           | Perform. | Bronzo                                                                            | Perform. |
| 100 metri stile libero (dettagli)             | Michael Wenden                                                         | 52"2     | Kenneth Walsh                                                                     | 52"8     | Mark Spitz                                                                        | 53"0     |
| 200 metri stile libero (dettagli)             | Michael Wenden                                                         | 1'55"2   | Don Schollander                                                                   | 1'55"8   | John Nelson                                                                       | 1'58"1   |
| 400 metri stile libero (dettagli)             | Mike Burton                                                            | 4'09"0   | Ralph Hutton                                                                      | 4'11"7   | Alain Mosconi                                                                     | 4'13"3   |
| 1500 metri stile libero (dettagli)            | Mike Burton                                                            | 16'38"9  | John Kinsella                                                                     | 16'57"3  | Greg Brough                                                                       | 17'04"7  |
| 100 metri dorso (dettagli)                    | Roland Matthes                                                         | 58"7     | Charles Hickcox                                                                   | 1'00"2   | Ronald Mills                                                                      | 1'00"5   |
| 200 metri dorso (dettagli)                    | Roland Matthes                                                         | 2'09"6   | Mitchell Ivey                                                                     | 2'10"6   | Jack Horsley                                                                      | 2'10"9   |
| 100 metri rana (dettagli)                     | Don McKenzie                                                           | 1'07"7   | Vladimir Kosinskij                                                                | 1'08"0   | Nikolaj Pankin                                                                    | 1'08"0   |
| 200 metri rana (dettagli)                     | Felipe Muñoz                                                           | 2'28"7   | Vladimir Kosinskij                                                                | 2'29"2   | Brian Job                                                                         | 2'29"9   |
| 100 metri farfalla (dettagli)                 | Douglas Russell                                                        | 55"9     | Mark Spitz                                                                        | 56"4     | Ross Wales                                                                        | 57"2     |
| 200 metri farfalla (dettagli)                 | Carl Robie                                                             | 2'08"7   | Martyn Woodroffe                                                                  | 2'09"0   | John Ferris                                                                       | 2'09"3   |
| 200 metri misti (dettagli)                    | Charles Hickcox                                                        | 2'12"0   | Gregory Buckingham                                                                | 2'13"0   | John Ferris                                                                       | 2'13"3   |
| 400 metri misti (dettagli)                    | Charles Hickcox                                                        | 4'48"4   | Gary Hall                                                                         | 4'48"7   | Michael Holthaus                                                                  | 4'51"4   |
| Staffetta 4x100 metri stile libero (dettagli) | Stati Uniti Zachary Zorn Stephen Rerych Mark Spitz Kenneth Walsh       | 3'31"7   | Unione Sovietica Semën Belic-Gejman Viktor Mazanov Georgij Kulikov Leonid Il'ičëv | 3'34"2   | Australia Greg Rogers Robert Cusack Bob Windle Michael Wenden                     | 3'34"7   |
| Staffetta 4x200 metri stile libero (dettagli) | Stati Uniti John Nelson Stephen Rerych Mark Spitz Don Schollander      | 7'52"3   | Australia Greg Rogers Graham White Bob Windle Michael Wenden                      | 7'53"7   | Unione Sovietica Vladimir Bure Semën Belic-Gejman Georgij Kulikov Leonid Il'ičëv  | 8'01"6   |
| Staffetta 4x100 metri misti (dettagli)        | Stati Uniti Charles Hickcox Don McKenzie Douglas Russell Kenneth Walsh | 3'54"9   | Germania Est Roland Matthes Egon Henninger Horst-Günter Gregor Frank Wiegand      | 3'57"5   | Unione Sovietica Jurij Hromak Vladimir Kosinskij Vladimir Nemšilov Leonid Il'ičëv | 4'00"7   |

### Femminile
| Evento                                        | Oro                                                               | Perform. | Argento                                                                   | Perform. | Bronzo                                                                        | Perform. |
| 100 metri stile libero (dettagli)             | Jan Henne                                                         | 1'00"0   | Susan Pedersen                                                            | 1'00"3   | Linda Gustavson                                                               | 1'00"3   |
| 200 metri stile libero (dettagli)             | Debbie Meyer                                                      | 2'10"5   | Jan Henne                                                                 | 2'11"0   | Jane Barkman                                                                  | 2'11"2   |
| 400 metri stile libero (dettagli)             | Debbie Meyer                                                      | 4'31"8   | Linda Gustavson                                                           | 4'35"5   | Karen Moras                                                                   | 4'37"0   |
| 800 metri stile libero (dettagli)             | Debbie Meyer                                                      | 9'24"0   | Pam Kruse                                                                 | 9'35"7   | María Teresa Ramírez                                                          | 9'38"5   |
| 100 metri dorso (dettagli)                    | Kaye Hall                                                         | 1'06"2   | Elaine Tanner                                                             | 1'06"7   | Jane Swagerty                                                                 | 1'08"1   |
| 200 metri dorso (dettagli)                    | Lillian Watson                                                    | 2'24"8   | Elaine Tanner                                                             | 2'27"4   | Kaye Hall                                                                     | 2'28"9   |
| 100 metri rana (dettagli)                     | Đurđica Bjedov                                                    | 1'15"8   | Galina Prozumenščikova                                                    | 1'15"9   | Sharon Wichman                                                                | 1'16"1   |
| 200 metri rana (dettagli)                     | Sharon Wichman                                                    | 2'44"4   | Đurđica Bjedov                                                            | 2'46"4   | Galina Prozumenščikova                                                        | 2'47"0   |
| 100 metri farfalla (dettagli)                 | Lyn McClements                                                    | 1'05"5   | Ellie Daniel                                                              | 1'05"8   | Susan Shields                                                                 | 1'06"2   |
| 200 metri farfalla (dettagli)                 | Ada Kok                                                           | 2'24"7   | Helga Lindner                                                             | 2'24"8   | Ellie Daniel                                                                  | 2'25"9   |
| 200 metri misti (dettagli)                    | Claudia Kolb                                                      | 2'24"7   | Susan Pedersen                                                            | 2'28"8   | Jan Henne                                                                     | 2'31"4   |
| 400 metri misti (dettagli)                    | Claudia Kolb                                                      | 5'08"5   | Lynn Vidali                                                               | 5'22"2   | Sabine Steinbach                                                              | 5'25"3   |
| Staffetta 4x100 metri stile libero (dettagli) | Stati Uniti Jane Barkman Linda Gustavson Susan Pedersen Jan Henne | 4'02"5   | Germania Est Gabriele Wetzko Roswitha Krause Uta Schmuck Gabriele Perthes | 4'05"7   | Canada Angela Coughlan Marilyn Corson Elaine Tanner Marion Beverly Lay        | 4'07"2   |
| Staffetta 4x100 metri misti (dettagli)        | Stati Uniti Kaye Hall Catie Ball Ellie Daniel Susan Pedersen      | 4'28"3   | Australia Lynne Watson Judy Playfair Lyn McClements Jenny Steinbeck       | 4'30"0   | Germania Ovest Angelika Kraus Uta Frommater Heike Hustede-Nagel Heidi Reineck | 4'36"4   |

## Medagliere
| Posizione | Paese            |    |    |    | Totale |
| --------- | ---------------- | -- | -- | -- | ------ |
| 1         | Stati Uniti      | 21 | 15 | 16 | 52     |
| 2         | Australia        | 3  | 2  | 3  | 8      |
| 3         | Germania Est     | 2  | 3  | 1  | 6      |
| 4         | Jugoslavia       | 1  | 1  | 0  | 2      |
| 5         | Messico          | 1  | 0  | 1  | 2      |
| 6         | Paesi Bassi      | 1  | 0  | 0  | 1      |
| 7         | Unione Sovietica | 0  | 4  | 4  | 8      |
| 8         | Canada           | 0  | 3  | 1  | 4      |
| 9         | Gran Bretagna    | 0  | 1  | 0  | 1      |
| 10        | Germania Ovest   | 0  | 0  | 2  | 2      |
| 11        | Francia          | 0  | 0  | 1  | 1      |
| Totale    | Totale           | 29 | 29 | 29 | 87     |